# Cerkiew św. Aleksandra Newskiego w Lubartowie
Cerkiew św. Aleksandra Newskiego – nieistniejąca cerkiew prawosławna w Lubartowie. 
Cerkiew była jedną z kilkuset świątyń prawosławnych wzniesionych w całym Imperium Rosyjskim po uznanym za cudowne uratowaniu się rodziny carskiej z katastrofy kolejowej w pobliżu wsi Borki w 1888. Kamień węgielny pod jej wzniesienie został położony 17 kwietnia 1892. Gotową cerkiew poświęcono 3 października 1893. Autorem jej projektu był architekt gubernialny Jaziński, zaś łączny koszt budowy wyniósł 5 tys. rubli. Świątynia w Lubartowie była cerkwią parafialną przeznaczoną dla równoczesnego udziału 150 wiernych w nabożeństwie. Obiekt został rozebrany po 1918. 
Murowana cerkiew posiadała pojedynczą cebulastą kopułę z krzyżem, zlokalizowaną w środku dachu ponad nawą. Na fasadzie obiektu znajdowały się trzy ozdobnie obramowane półkoliste okna. Poniżej poziomu dachu położony był ozdobny fryz. Wejście do wnętrza prowadziło przez portal.